# Matthias Zurbriggen
Matthias Zurbriggen (Saas-Fee, 15. svibnja 1856. – Ženeva, 21. lipnja 1917.) bio je švicarski planinar.

## Životopis
U dobi od trinaest godina, napustio je svoj rodni kraj Wallis da bi radio kao pomoćni radnik u različitim zemljama.
Dana, 14. siječnja 1897. uspio je kao prvi čovjek u usponu na 6958 m visok vrh Aconcagua u Andama u Argentini.
Godine 1906. vratio se na planine Monte Rosae, i tada je završio svoje aktivnosti kao planinar. Nakon toga je društveno propao i postao skitnica, da bi se 21. lipnja 1917. objesio u Ženevi.

## Vanjske poveznice
Životopis od Matthiasa Zurbriggena